# Poimenesperus tessmanni
Poimenesperus tessmanni är en skalbaggsart som beskrevs av Eugen Hintz 1919. 
Poimenesperus tessmanni ingår i släktet Poimenesperus och familjen långhorningar. Inga underarter finns listade i Catalogue of Life.